# ساوت لبنان (اورگن)
ساوت لبنان (به انگلیسی: South Lebanon) یک منطقهٔ مسکونی در ایالات متحده آمریکا است که در Linn County واقع شده‌است. ساوت لبنان ۳٫۵ کیلومتر مربع مساحت و ۱٬۱۵۵ نفر جمعیت دارد و ۱۱۴ متر بالاتر از سطح دریا واقع شده‌است.